# Грозов
Грозов (укр. Грозів) — село в Острожской городской общине Ровненского района Ровненской области Украины.
До 2020 года входило в Острожский район.
Население по переписи 2001 года составляло 843 человека. Почтовый индекс — 35841. Телефонный код — 3654. Код КОАТУУ — 5624282802.